# Jetel inkarnát
Jetel inkarnát (Trifolium incarnatum) je druh jetele z čeledi bobovitých, pro nějž je typická výrazná červená barva květu. Jedná se zpravidla o jednoletou, občas dvouletou bylinu s přímou lodyhou dosahující délky 20 až 50 centimetrů. Květenství je tvořeno vejcovitou až válcovitou hlávkou s růžovými až červenými květy.
Jetel inkarnát původně rostl na území jižní a západní Evropy, odkud byl rozšířen téměř do celé Evropy, do Severní Ameriky, jižní Afriky a Austrálie. Někdy se vysévá na polích a na silničních náspech. Vyskytuje se také v osivech, ve směsi pro květnatou louku. Občas zplaňuje. Je to pomalu rostoucí rostlina, která poskytuje dobrou zelenou píci. V České republice se pěstuje od první poloviny 19. století, v USA od roku 1955.
Odpuzuje běláska zelného (Pieris brassicae). Roste na písčitých půdách bohatých na živiny. Dává přednost teplejším stanovištím, nesnáší dlouhotrvající sněhový pokryv a nízké teploty.

## Význam

### Pícninářství
Jetel inkarnát se pěstuje jako čistá kultura nebo ve směsích. Lze ho využít jako předplodinu, meziplodinu, jarní pícninu i na zelené krmení.

### Včelařství
Jetel inkarnát poskytuje včelám nektar i pyl. Nektar včely sbírají především v dopoledních hodinách. Nektarium květu jetele inkarnátu vyprodukuje za 24 hodin 0,18 mg nektaru s cukernatostí 43 %. Cukerná hodnota, tedy množství cukru vyprodukovaného v květu za 24 hodin, je 0,8 mg. Květy produkují menší množství pylu, které včely sbírají hlavně odpoledne. Pylové rousky mají narůžovělou barvu.
Druhový med jetele inkarnátu se netvoří.
Pokud jsou v blízkosti kvetoucí kultury jetele inkarnátu 2–4 včelstva, výnosy semen se zvyšují o 35–40 %.